# حسین قربانی نسب
حسین قربانی نسب سیاست‌مدار ایرانی بود، که در دوره بیست و چهارم مجلس شورای ملی بعنوان نماینده تهران از استان تهران در مجلس شورای ملی حضور داشت.